# Flipboard
Flipboard ist eine soziale Nachrichten-App für Android, iOS, Windows Phone und Windows. Zudem gibt es eine Website.
Sie sammelt Inhalte von Sozialen Medien und anderen Websites, die eine Partnerschaft mit Flipboard eingegangen sind, und präsentiert diese Inhalte in Form eines Magazins. Der Benutzer kann durch die Seiten blättern (englisch „to flip“). Die App wird von Flipboard Inc. entwickelt, einem US-amerikanischen Software-Unternehmen, gegründet von Mike McCue und Evan Doll. Die Firma hat ihren Hauptsitz in Palo Alto, Kalifornien.

## Benutzeroberfläche
Die Benutzeroberfläche von Flipboard ist für das Durchblättern der Inhalte konzipiert. Der Nutzer kann über den „Content Guide“ verschiedene Themen auswählen und abonnieren. Unter diesen Themen befinden sich Nachrichten, Soziale Medien und Videos. Diese werden auf der Homepage angezeigt.

## Geschichte

### Erfindung
Flipboard wurde während einer „Brainstorming“-Sitzung zwischen McCue und Doll erfunden, in der sie darüber nachdachten, wie ein neugestaltetes Internet aussehen könnte.

### Entwicklung
Ursprünglich nur für das iPad entwickelt, wurde die Anwendung im Dezember 2011 erweitert, indem Unterstützung für das iPhone und den iPod touch hinzugefügt wurde. Am 3. Mai 2012 kündigte Flipboard Inc. eine Version für einige Android-Smartphones an, beginnend mit dem Samsung Galaxy S3. Kurze Zeit später, am 30. Mai 2012, wurde eine Beta-Version für alle Android-Mobiltelefone über die Webseite von Flipboard zur Verfügung gestellt. Die fertige Version steht seit dem 22. Juni 2012 auf Google Play zum Herunterladen bereit. Am 26. Juni 2013 wurde Flipboard für Windows 8 angekündigt. Seit dem 10. Februar 2015 ist Flipboard auch als Website verfügbar.
Die App wird regelmäßig aktualisiert. Darunter befinden sich die Integration von Google+, YouTube und eigene Ausgaben für andere Sprachen. Zuletzt wurde die App für Android-Tablets optimiert. Ab der Version 2.0 können Nutzer eigene Magazine erstellen. Sie werden entweder per App oder im Browser mit Hilfe eines Bookmarklets erzeugt und lassen sich unter Verwendung eines webbasierten Editors bearbeiten. Nach nur zwei Wochen wurden schon über 500.000 Magazine von den Nutzern erstellt. Die letzte größere Veränderung der App wurde im Juli 2013 vorgestellt. Seitdem können Nutzer Magazine, die mit der Flipboard-App auf iOS oder Android generiert wurden, auch zur Ansicht in einem gewöhnlichen Webbrowser freigeben. Betrachter müssen dazu nicht bei Flipboard registriert sein.
Laut dem Entwickler hatte Flipboard im August 2012 über 20 Millionen Nutzer. 2013 waren es über 53 Millionen. CEO Mike McCue sagte 2015, dass Flipboard mittlerweile über 70 Millionen aktive Nutzer pro Monat hat. 2018 hatte Flipboard 145 Millionen monatlich aktive Nutzer, wobei ungefähr ein Drittel davon aus Europa stammte.

### Zensur
Am 15. Mai 2011 wurde Flipboard von der Großen Firewall der Volksrepublik China blockiert. Dies bestätigte McCue über Twitter. Darauf veröffentlichte Flipboard die erste eigene Ausgabe für China. Seit Februar 2012 zensiert sich Flipboard selber, falls der Nutzer aus China auf die App zugreift. Der Nutzer kann aus China über die Anwendung nicht auf Facebook und auf iOS auch nicht auf Twitter zugreifen.

## Rezeption
Die Anwendung wird überaus positiv bewertet. Apple ernannte Flipboard zur iPad App des Jahres 2010.